# Spinotarsus bruggenorum
Spinotarsus bruggenorum är en mångfotingart som beskrevs av Kraus 1966. Spinotarsus bruggenorum ingår i släktet Spinotarsus och familjen Odontopygidae. Inga underarter finns listade i Catalogue of Life.